# Giáo hoàng đối lập Laurentiô
Laurentiô (Latinh: Laurentius) có thể là Caelius là một Giáo hoàng đối lập của Giáo hội Công giáo Rôma từ năm 498 tới năm 506.
Người đứng đầu các linh mục của nhà thờ Santa Prassede, Laurentius đã được bầu chọn làm Giáo hoàng bởi một nhóm ly khai vào ngày 22 tháng 11 năm 498 chống lại Giáo hoàng Symmachus vì nhóm này cho rằng Symmachus cũng như vị tiền nhiệm của ông quá gần gũi với giáo hội Byzantine. Laurentius trên thực tế đã nhận được sự hỗ trợ của hoàng đế Anastasius.
Với sự hỗ trợ của vua người Gốt (Gothich) Theoodoric vĩ đại, ông đã được đưa vào điện Latran như một Giáo hoàng bắt đầu một sự phân ly thường được gọi là sự phân ly Laurentian kéo dài bốn năm.
Symmachus đã cố gắng thay đổi bằng cách trao cho Laurentius giáo phận Nuceria tại Campania, nhưng những người ủng hộ Laurentius vẫn tiếp tục ly khai, trong số đó có thượng nghĩ sĩ Festus. Điều này đã khiến cho Theodoric lo sợ sự ảnh hưởng của Byzantine lên Laurentius. Theodoric không tiếp tục ủng hộ cho Laurence nữa và trục xuất ông ra khỏi Rôma.